# Konvent 7 (Quedlinburg)

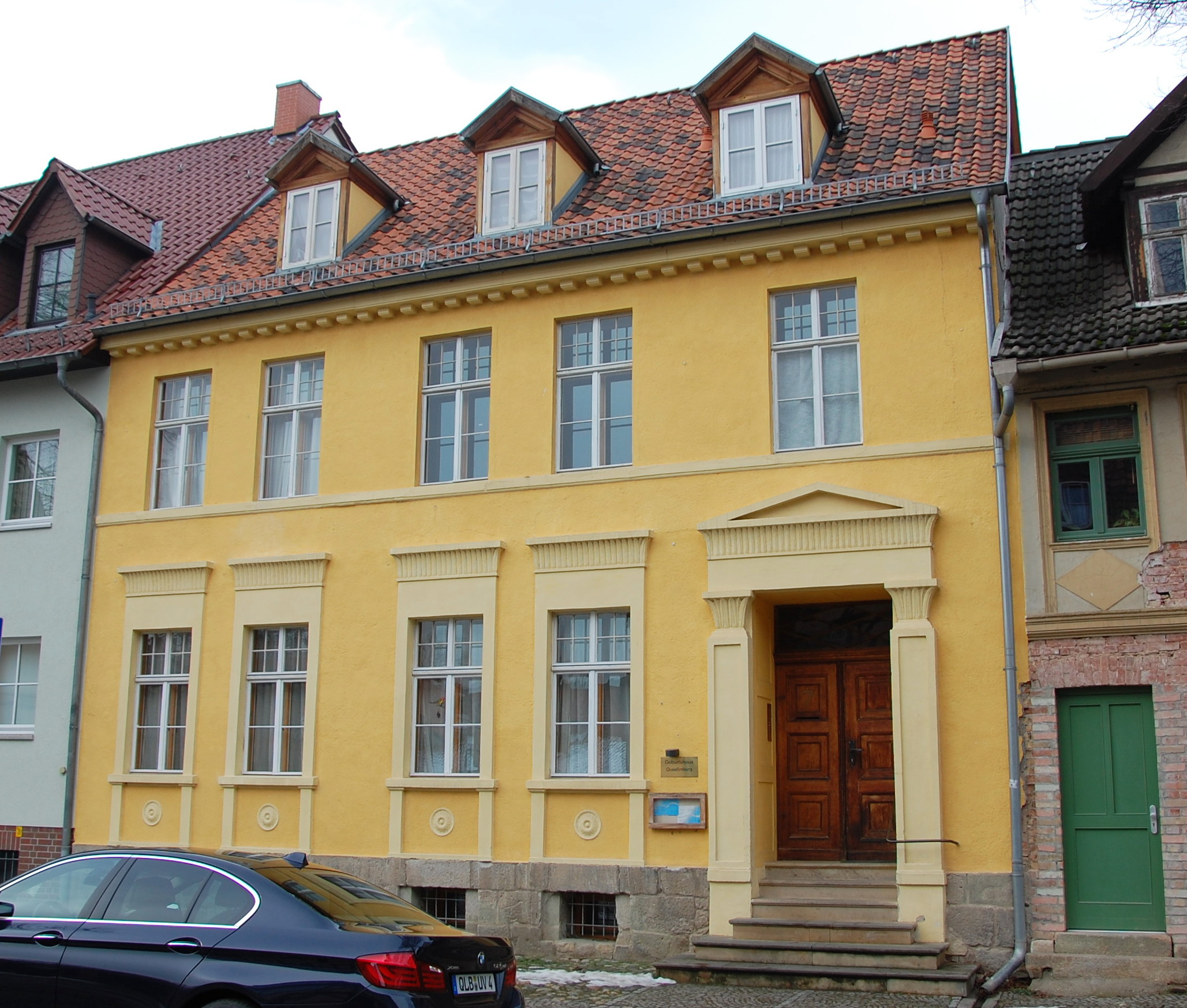
Konvent 7

Das Haus Konvent 7 ist ein denkmalgeschütztes Gebäude in der Stadt Quedlinburg in Sachsen-Anhalt.

## Lage
Es befindet sich im südlichen Teil der historischen Quedlinburger Neustadt auf der Westseite der Straße Konvent und ist im Quedlinburger Denkmalverzeichnis als Wohnhaus eingetragen.

## Architektur und Geschichte
Der verputzte zweigeschossige Bau ist in seinem Kern ein Fachwerkhaus aus der Zeit um 1820. Die Haustür stammt auch aus dieser Zeit. Um 1920 wurde eine massive neoklassizistische Fassade vor das Gebäude gesetzt.